# Страховые резервы
Страховые резервы — денежные средства страхового фонда, которые страховщик формирует из страховых взносов (страховой премии), которые платит страхователь по договору страхования.
Страховые резервы предназначены для обеспечения исполнения страховщиком и/или перестраховщиком обязательств по страхованию и/или перестрахованию. Средства страховых резервов не подлежат изъятию в федеральный бюджет и бюджеты других уровней и используются исключительно для осуществления страховых выплат.
Положение о порядке формирования и использования страховых резервов разрабатывает страховая компания и согласовывает с органом страхового надзора. Страховщик вправе инвестировать и иным образом размещать средства страховых резервов в порядке, установленном нормативным правовым актом органа государственного страхового надзора.
Размещение средств страховых резервов должно осуществляться на условиях диверсификации, возвратности, прибыльности и ликвидности.

### Страховые резервы по страхованию жизни
По страхованию жизни создаются специальные резервы. За рубежом такие резервы называют математическими резервами. При их расчёте используются актуарные расчёты.
Страховые компании, специализирующиеся на личном страховании (на страховании жизни) формируют следующие резервы:
- математический резерв;
- резерв выплат по заявленным, но неурегулированным страховым случаям;
- резерв расходов на обслуживание страховых обязательств;
- резерв выплат по произошедшим, но не заявленным страховым случаям;
- резерв дополнительных выплат (страховых бонусов);
- выравнивающий резерв.

Первые два вида резервов являются обязательными, остальные формируются в зависимости от условий договоров страхования жизни и/или программ страхования.

### Страховые резервы по имущественному страхованию
Страховые резервы (технические резервы) по видам страхования, не относящимся к страхованию жизни (т.е. для  имущественного страхования), делятся на:
- резерв незаработанной премии;
- резерв заявленных, но неурегулированных убытков;
- резерв произошедших, но не заявленных убытков;
- стабилизационный резерв;
- другие виды резервов.

Страховая организация (страховщик) вправе формировать фонд предупредительных (превентивных) мероприятий для финансирования мероприятий по предупреждению наступления страховых случаев.